# Réseau hydrographique du Finistère
Le réseau hydrographique du Finistère est l'ensemble des éléments naturels (rivières) ou artificiels (canaux), drainant le territoire du département du Finistère (région Bretagne, France). Il regroupe ainsi des cours d'eau ou canaux situés entièrement ou partiellement dans le Finistère.
Le réseau hydrographique départemental comprend 5 cours d'eau de longueur supérieure à 50 km et 39 de longueur supérieure à 10 km. Plusieurs plans d'eau complètent ce réseau, dont le lac de barrage du Drennec. Aucun canal ne traverse le territoire du département, en ce sens que le canal de Nantes à Brest, dans sa traversée du département, ne fait qu'épouser le trajet de l'Aulne.

## Caractéristiques

### Cours d'eau

#### Notion de cours d'eau
Jusqu'en 2016, aucun texte législatif ne définissait la notion de cours d’eau. Ce n'est qu'avec la loi du 8 août 2016 pour la reconquête de la biodiversité, de la nature et des paysages que cette lacune est comblée. L'article 118 de cette loi insère un nouvel article L. 215-7-1 dans le code de l'environnement précisant que « constitue un cours d'eau un écoulement d'eaux courantes dans un lit naturel à l'origine, alimenté par une source et présentant un débit suffisant la majeure partie de l'année. L'écoulement peut ne pas être permanent compte tenu des conditions hydrologiques et géologiques locales. ». Ainsi les trois critères cumulatifs caractérisant un cours d'eau sont :
- la présence et la permanence d’un lit naturel à l’origine, ce qui distingue les cours d’eau (artificialisés ou non) des fossés et canaux creusés par la main de l’homme ;
- l’alimentation par une source ;
- la permanence d’un débit suffisant une majeure partie de l’année, critère qui doit être évalué en fonction des conditions climatiques et hydrologiques locales.

#### Cours d'eau du Finistère
D'une longueur totale de 6 500 km, le réseau hydrographique départemental comprend 5 cours d'eau de longueur supérieure à 50 km et 39 de longueur supérieure à 10 km.
Le département du Finistère est drainé par de nombreux fleuves côtiers qu'alimente un réseau dense de petites rivières et de ruisseaux. L'Aulne, le plus important d'entre eux, draine une large zone centrale du département enserrée entre les monts d'Arrée au nord et les montagnes Noires au sud, et formant une dépression appelée communément le bassin de Châteaulin. Le sud du département est drainé par l'Ellé, l'Aven, le Bélon, le Moros, l'Odet, la rivière de Pont-l'Abbé et le Goyen. Le nord du département est drainé par l'Élorn, l'Aber-Benoît, la Penzé, le Douron. Ces cours d'eau, bien que de taille modeste, ont creusé de profondes vallées. Celles-ci ont été envahies dans leur partie basse par la mer à la suite de la transgression marine survenue à la fin du pléistocène et forment de pittoresques vallées maritimes s'enfonçant profondément dans les terres. Dans la région léonarde, on emploie communément le terme local « aber » pour les désigner : aber Wrac'h, aber Benoît. Il en résulte que la côte finistérienne est très découpée. La tranche d'eau écoulée annuellement par les cours d'eau finistériens présente toujours une valeur élevée (758 mm par an pour l'Odet à Quimper et 679 mm par an pour l'Élorn à Plouédern) en raison de l'abondance des précipitations et de la vigueur des pentes moyennes.

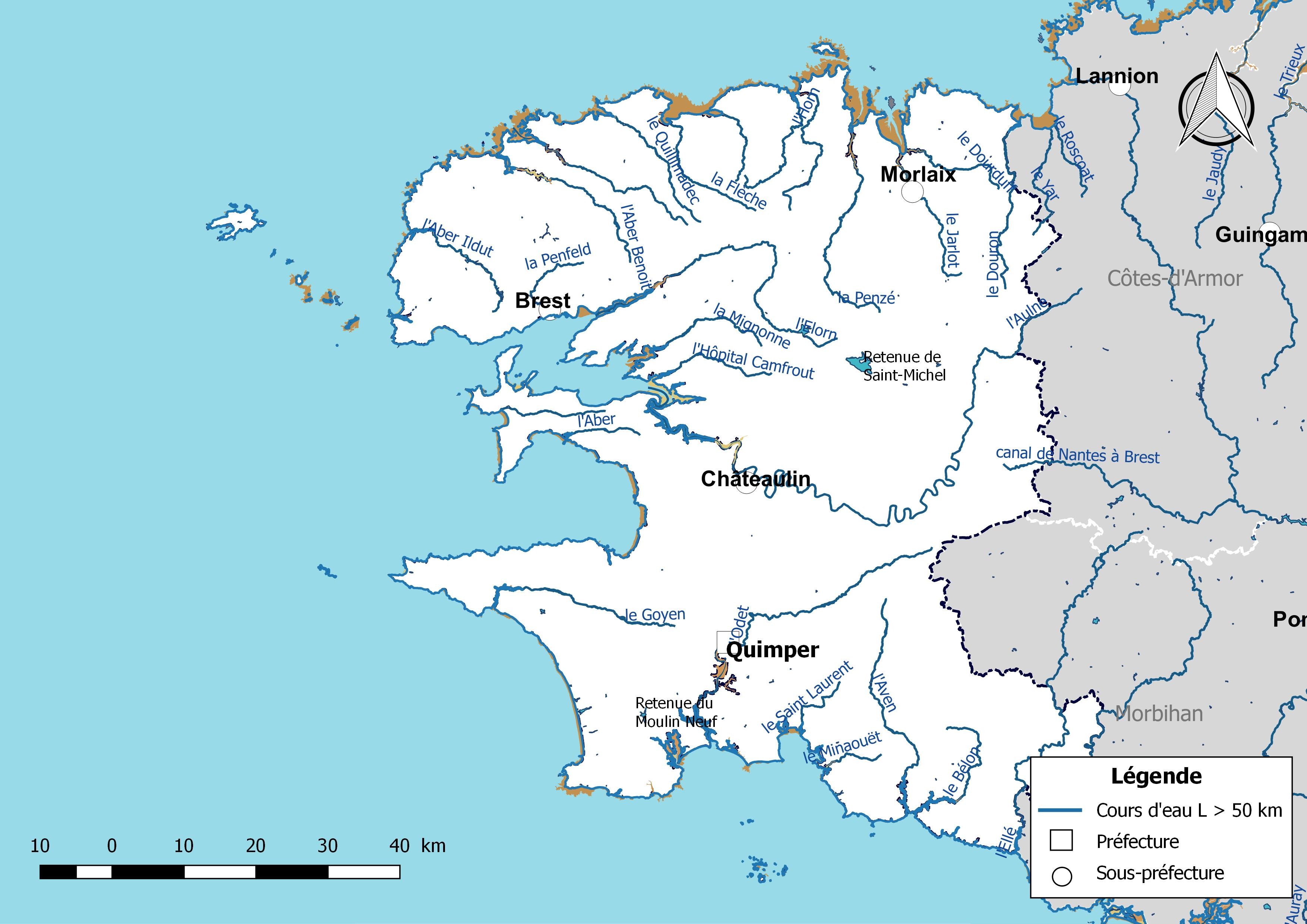
Carte des cours d'eau de longueur supérieure à 50 km du Finistère.
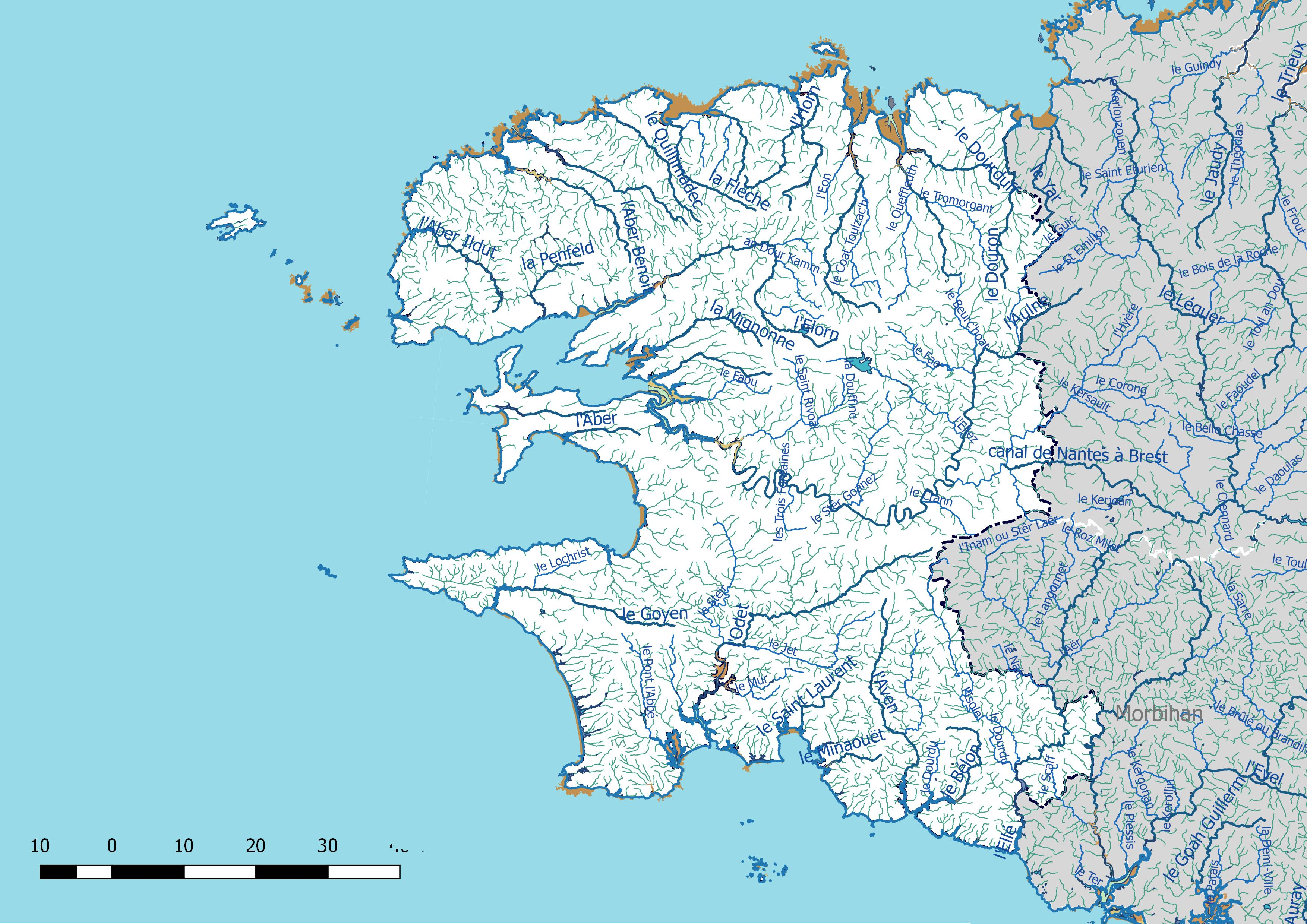
Carte de l'ensemble du réseau hydrographique du Finistère.

#### Domaine public fluvial
L'article L. 2111-7 du Code général de la propriété des personnes publiques (CG3P) indique que le domaine public fluvial naturel est constitué des cours d'eau et lacs appartenant à l’État, aux collectivités
territoriales ou à leurs groupements, et classés dans leur domaine public fluvial (DPF). Le DPF artificiel est défini à l'article L. 2111-10 du CG3P : il comprend les canaux et plans d'eau appartenant à une personne publique ou à un port autonome et classés dans son DPF, ainsi que les ouvrages ou installations dont la destination est liée à la gestion et l'exploitation des canaux et plans d'eau (alimentation en eau, navigation, halage ou exploitation).
Plusieurs cours d'eau sont classés dans le domaine public fluvial départemental.

#### Hydrologie des principaux cours d'eau
Les données hydrologiques des principaux cours d'eau du Finistère sont acquises grâce à un ensemble de 16 stations de mesure et stockées dans une base de données nationale dénommée Banque Hydro. Les hauteurs d'eau sont mesurées à des pas variables et permettent de calculer, par station, les débits instantanés, journaliers, mensuels, etc. à partir des valeurs de hauteur d'eau et des courbes de tarage (relations entre les hauteurs et les débits). Ces valeurs sont actualisées à chaque mise à jour d'une hauteur ou d'une courbe de tarage (addition, précision supplémentaire, correction, etc.).
A l'échelle des bassins versants, la gestion de la ressource en eau s’appuie sur un ensemble de points nodaux, définis par le Sdage, pour lesquels sont fixés des débits de référence correspondant à des situations de débit faible, notamment en période estivale. Les Sage peuvent aussi définir des points nodaux complémentaires à l’intérieur de leur périmètre. À chaque point correspond une zone d'influence équivalente au bassin amont du point nodal. Lorsque le débit  observé devient inférieur aux débits seuils, des mesures restrictives sont appliquées par arrêtés préfectoraux sur le territoire correspondant à la zone d’influence du point nodal considéré. Les débits seuils sont :
- le débit objectif d’étiage (DOE) qui constitue le débit en dessous duquel la vie aquatique est altérée ;
- le débit seuil d’alerte (DSA) à partir duquel des mesures de restriction d’usage sont déclenchées ;
- le débit de crise (DCR) au niveau duquel toutes les mesures possibles de restriction des prélèvements et des rejets sont mises en œuvre.

Le Sdage a défini dans le Finistère des points nodaux sur l'Elorn, l’Aulne, l’Odet, l’Ellé et l’Isole.

### Nappes phréatiques
La suivi du niveau des nappe phréatiques est assurée par le BRGM, qui édite à intervalle régulier des cartes sur la situation observée en Bretagne dans le cadre du programme Silures (Système d'information pour la localisation et l'utilisation des ressources en eau souterraine).

## Gouvernance de bassin

### Bassins
La gestion de l’eau, soumise à une législation nationale et à des directives européennes, se décline par bassin hydrographique, au nombre de sept en France métropolitaine, échelle cohérente écologiquement et adaptée à une gestion des ressources en eau. Le Finistère dépend du bassin Loire-Bretagne qui est à la fois une circonscription administrative de bassin, territoires de gestion dont les limites sont des limites communales, et un bassin hydrographique, territoire hydrographique dont les limites sont des lignes de partage des eaux.

#### Découpage hydrographique
Les bassins hydrographiques sont découpés dans le référentiel national BD Carthage en éléments de plus en plus fins, emboîtés selon quatre niveaux : régions hydrographiques, secteurs, sous-secteurs et zones hydrographiques. Le département est inclus dans la région hydrographique « la Loire de la Maine à la mer ». Par ailleurs les secteurs et sous-secteurs peuvent être regroupés en grands bassins versants : L'Aulne, l'Odet, le Steir, côtiers de l'Elorn, côtiers de l'aber Benoît, côtiers de l'aber Vrac'h, côtiers du Kérale, l'Elorn, la Penzé.

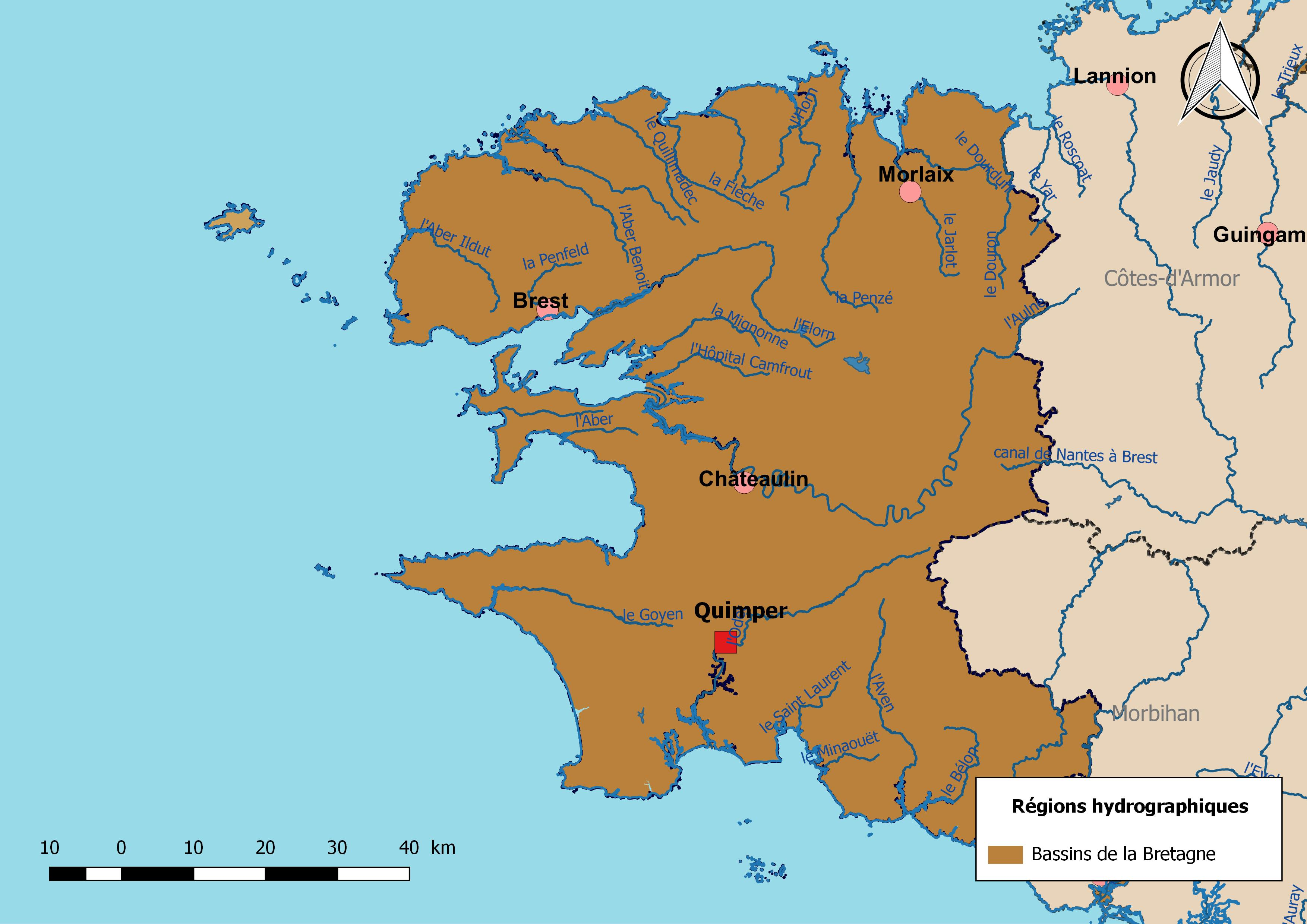
Le Finistère est entièrement inclus dans une seule région hydrographique.
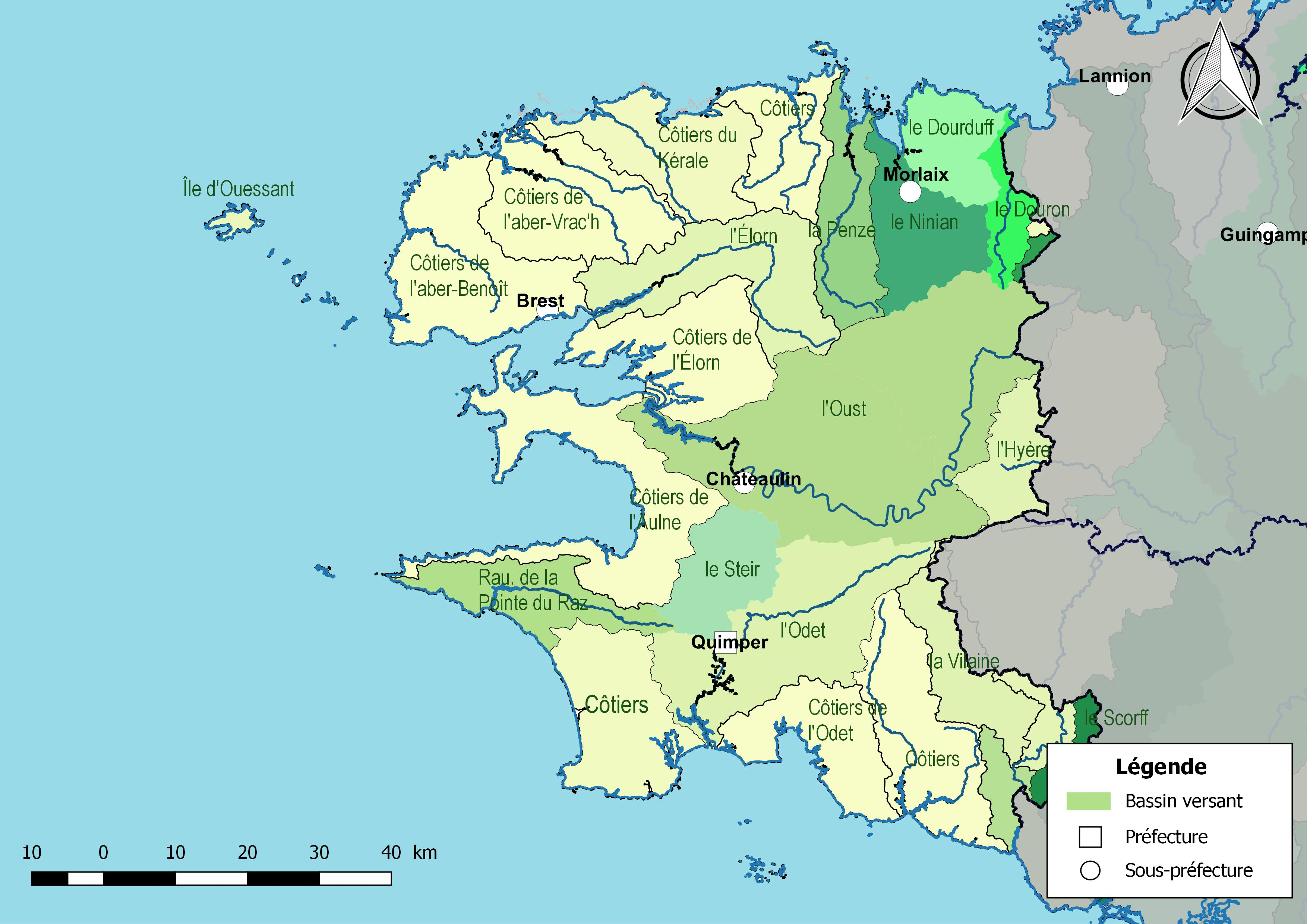
Les principaux bassins versants du Finistère. Cette carte comporte des erreurs (Vilaine et Oust notamment, ce dernier correspondant à l'Aulne)

#### Découpage administratif
Chaque circonscription de bassin, également appelée bassin Directive-cadre sur l'eau (bassin DCE), est découpée en sous-bassins administratifs, dénommés aussi sous-bassins DCE, qui constituent un niveau intermédiaire d’agrégation entre la masse d'eau et le bassin Directive-cadre de l'eau, à savoir le district hydrographique.  Le Finistère est dans le sous-bassin Vilaine et côtiers bretons, au sein du bassin Loire-Bretagne.

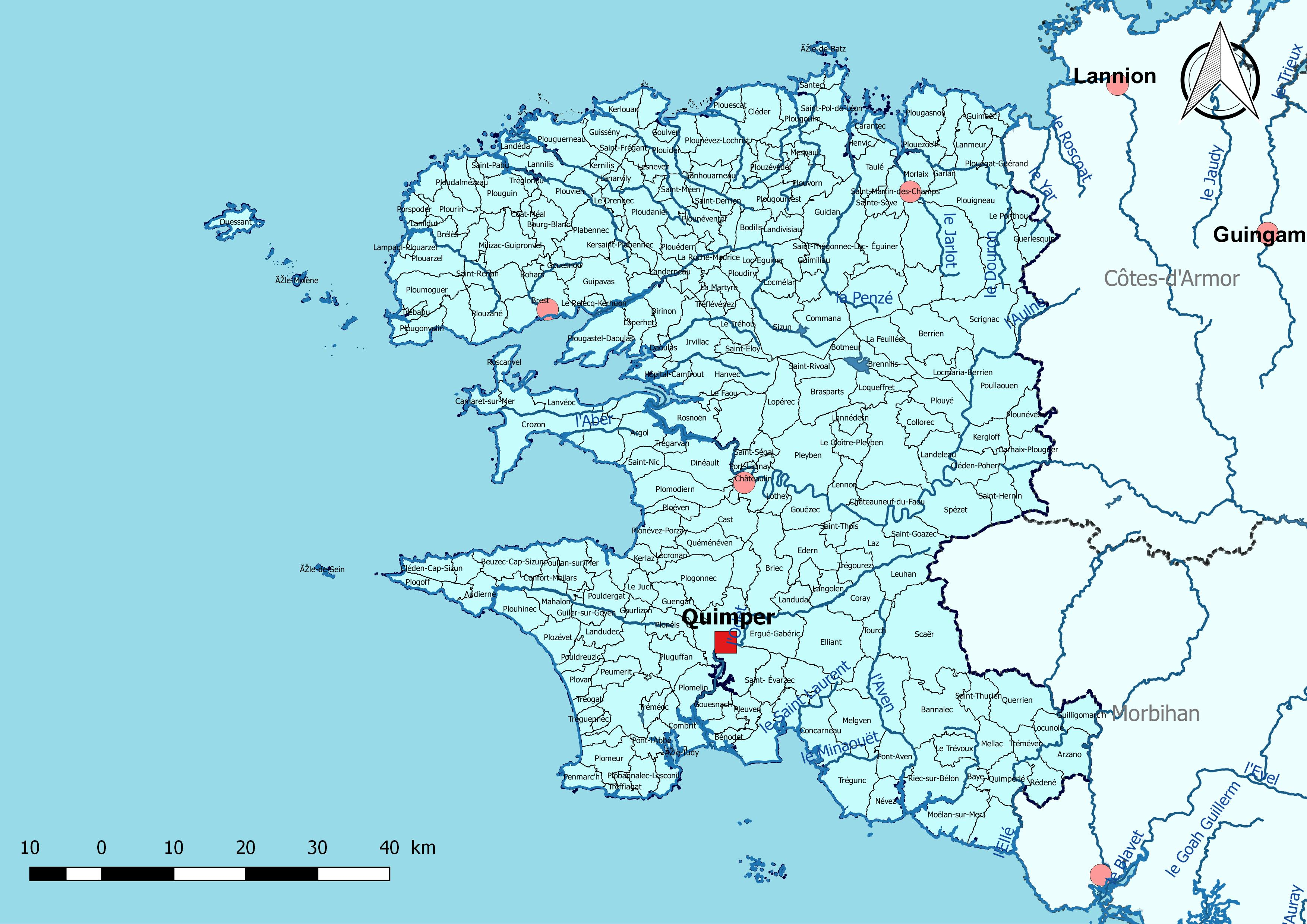
Le Finistère est entièrement dans le bassin DCE Loire-Bretagne.
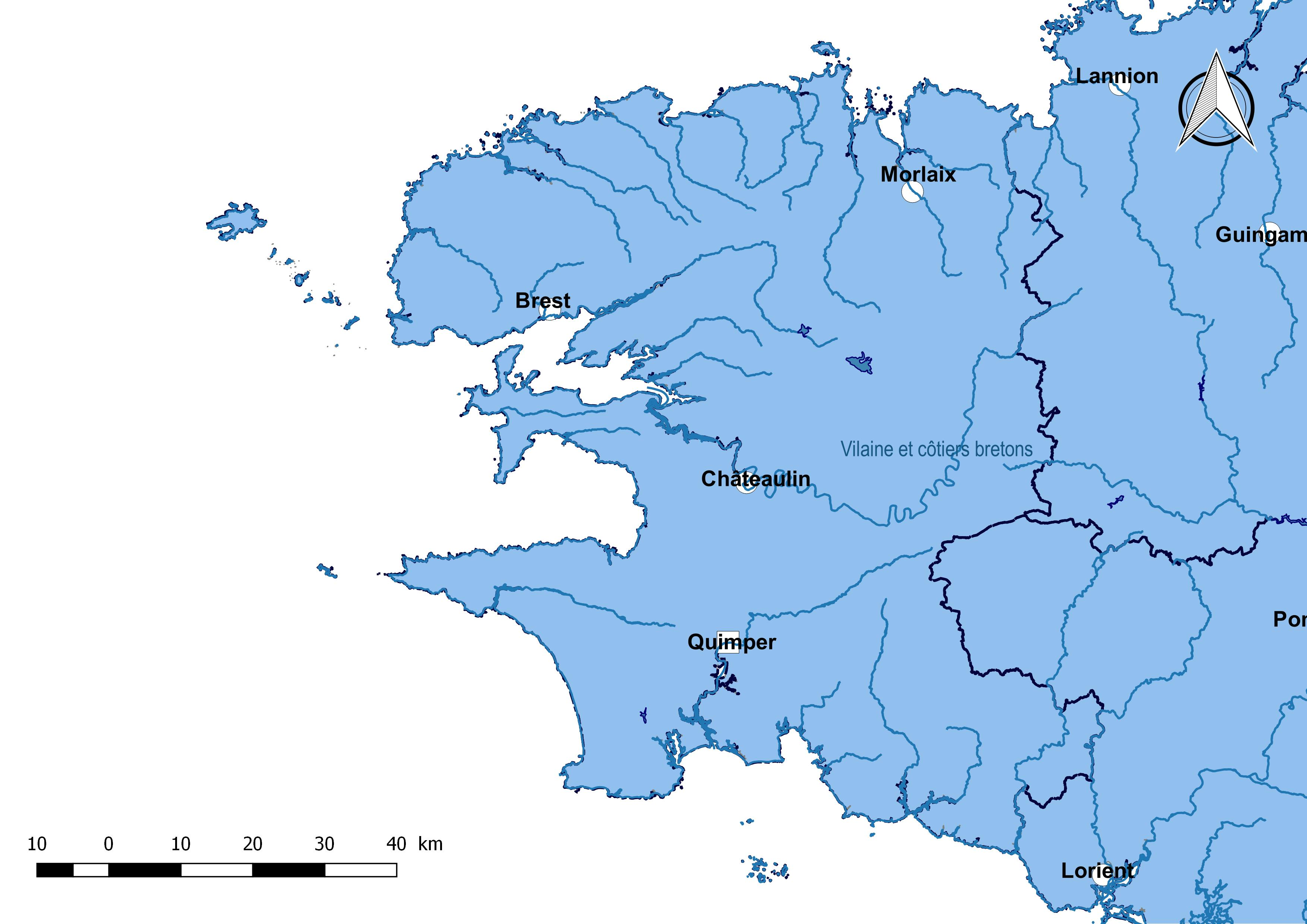
La Finistère est entièrement dans le sous-bassin Vilaine et côtiers bretons.

### Acteurs
La planification de l’eau s’appuie sur une gouvernance qui fait intervenir différents acteurs que l’on peut schématiquement répartir en quatre groupes : sphère de décision, instances de préparation des décisions, instances techniques et partenaires du bassin associés à la planification. La sphère de décision comprend le comité de bassin et le préfet coordonnateur de bassin.

#### Instances de bassin
Les instances de bassins sont constituées de deux entités :
- Le comité de bassin, une instance de concertation qui regroupe différents acteurs, publics ou privés, agissant dans le domaine de l’eau : collectivités, État, usagers, personnes qualifiées, milieux socioprofessionnels et le préfet coordonnateur de bassin. Le département du Finistère dépend du comité de bassin Loire-Bretagne.
- L'agence de l'eau, un établissement public à caractère administratif de l’État. Le département du Finistère dépend de l'agence de l'eau Loire-Bretagne, dont le siège est à Orléans. La délégation Armorique de l'agence de l'eau intervient sur les quatre départements de la région Bretagne (Le Finistère, les Côtes-d'Armor, le Morbihan et l'Ille-et-Vilaine) et les Sage inscrits dans le bassin Loire-Bretagne. Elle anime la commission territoriale « Vilaine et côtiers bretons » du comité de bassin[8].

### Planification
| Période   | Approuvé le      |
| --------- | ---------------- |
| 2010-2015 | 18 novembre 2009 |
| 2016-2021 | 18 novembre 2015 |

La DCE du 23 octobre 2000 déploie une logique de planification (les « plans de gestions » que sont les Schémas directeurs d’aménagement et de gestion des eaux (SDAGE) en France), associée à une politique de programmation (les « programmes de mesures » - PdM), à l’échelle des grands bassins hydrographiques.

#### Le SDAGE
Le schéma directeur d'aménagement et de gestion des eaux (Sdage) est un document de planification dans le domaine de l’eau. Il définit, pour une période donnée de six ans, les grandes orientations pour une gestion équilibrée de la ressource en eau ainsi que les objectifs de qualité et de quantité des eaux à atteindre dans le bassin hydrographique dont dépend le département. Il est établi en application des articles L.212-1 et suivants du code de l’environnement. Le département du Finistère est concerné par le SDAGE Loire-Bretagne.

## Gouvernance locale

### Police de l'eau

#### Acteurs
La police de l'eau réglemente les installations, ouvrages, travaux ou activités qui peuvent exercer des pressions sur les milieux. Elle est assurée par trois polices spécialisées : la police de l’eau et des milieux aquatiques, la police de la pêche, la polices des installations classées. Les acteurs principaux sont  :
- La Mission interservice de l'eau et de la nature (ex Mission interservices de l’eau - MISE) rassemble sous l'autorité du préfet de nombreux services de l'Etat, tels que la DREAL, la DDTM, la Direction régionale de l'alimentation, de l'agriculture et de la forêt de la région Bretagne (DRAAF), la DDPP, la gendarmerie ainsi que des établissements publics de l'État : Agence régionale de santé (ARS), Agence de l'eau Loire-Bretagne, la DRIRE[10],[11] ;
- L'Onema dont l'action se coordonne avec l’ensemble des services des polices de l’eau dans le cadre de conventions avec les préfets ;
- La DREAL Bretagne coordonne la police de l'eau au niveau régional ;
- La DDTM du Finistère assure des prestations d'ingénierie, de contrôle et d'appui auprès des organismes ;
- La gendarmerie et les maires sont compétents pour constater les infractions et les pollutions.

#### Cartographie des cours d'eau au titre de la police de l'eau
En lien avec la loi pour la reconquête de la biodiversité, de la nature et des paysages, publiée au Journal officiel du 9 août 2016, définissant la notion de cours d’eau, une instruction du gouvernement du 3 juin 2015 demande aux services d’État de mettre en place une cartographie du réseau hydrographique dans chaque département, afin de permettre aux riverains concernés de distinguer facilement les cours d’eau des fossés, non soumis aux mêmes règles : une intervention sur un cours d’eau allant au-delà de l’entretien courant ne peut en effet se faire que dans le cadre d’une déclaration ou autorisation « loi sur l’eau ». En outre les agriculteurs qui demandent les aides de la Politique agricole commune doivent implanter ou conserver une bande tampon de 5 mètres le long des cours d'eau classés au titre des B.C.A.E (Bonnes conditions agricoles et environnementales). Dans ce cadre, les services de l'État ont engagé une démarche progressive d'identification des cours d'eau et publié une carte interactive.

### Gestion intercommunale des cours d’eau
Force est de constater que la rivière n’est plus utilisée pour les besoins des riverains, que les travaux d’entretien sont coûteux et que le mode d’occupation des sols ainsi que les pratiques culturales ont été profondément modifiés. Les collectivités territoriales sont dès lors autorisées, mais ce n’est pas une obligation, à se substituer aux riverains pour assurer l’entretien et l’aménagement des cours d’eau non domaniaux lorsque ces travaux présentent un caractère d’intérêt général ou d’urgence (Article L.211-7 Code de l’Environnement). La constitution de syndicats intercommunaux pour l’entretien des rivières garantit la cohérence des interventions, permet de mutualiser les moyens des communes et de bénéficier de subventions publiques. Les communes ont donc été amenées petit à petit à se substituer aux riverains. Elles se sont regroupées en syndicats de rivières et ont pris en charge les travaux sur les cours d’eau non domaniaux.

### Planification: les SAGE

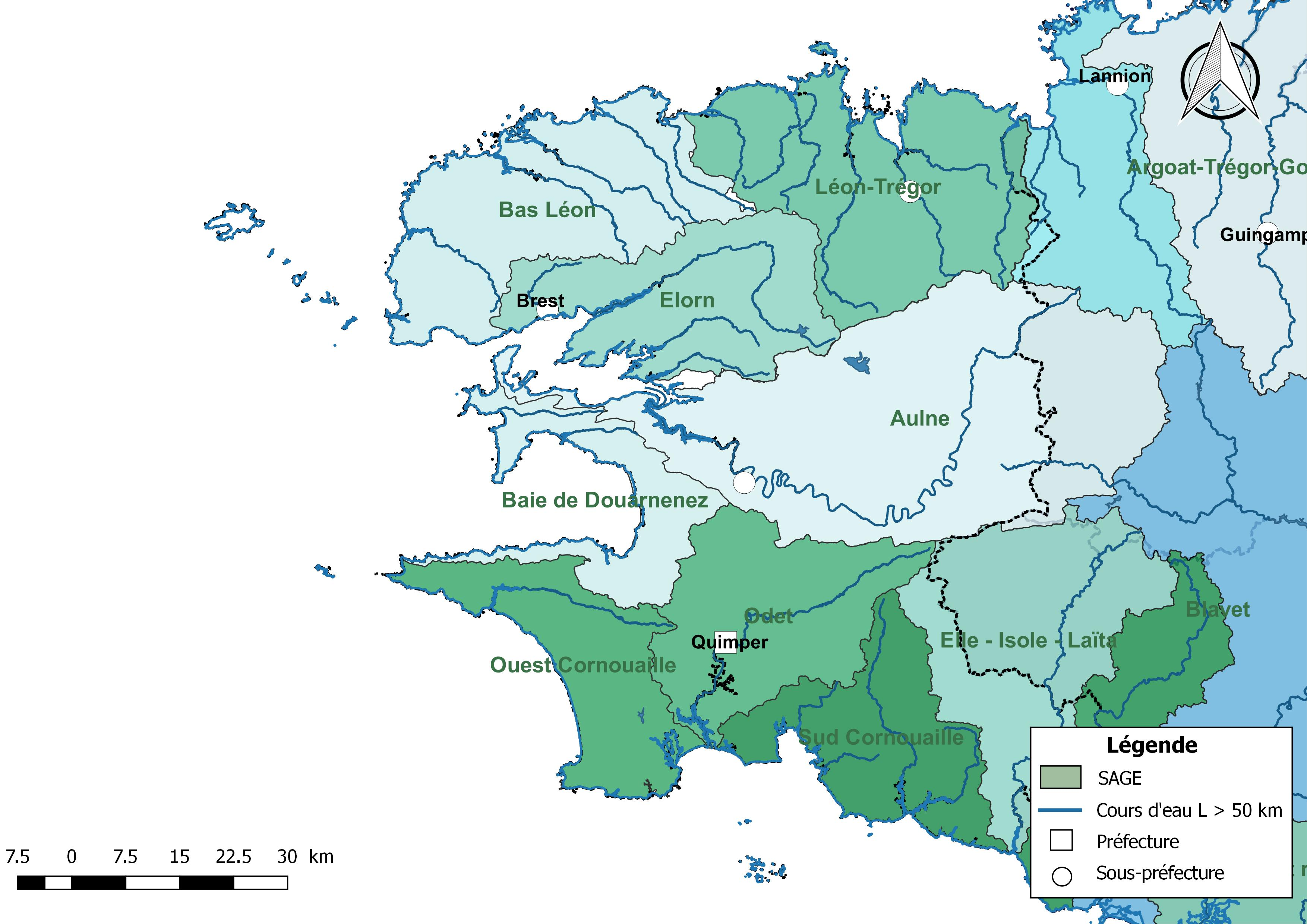
Carte des SAGE concernant le Finistère au 1er janvier 2018.

Le schéma d'aménagement et de gestion des eaux (SAGE) est un outil de planification au périmètre plus restreint que le SDAGE. Il est fondé sur une unité de territoire où s’imposent une solidarité physique et humaine (bassins versants, nappes souterraines, estuaires, …). Il fixe les objectifs généraux, les règles, les actions et moyens à mettre en œuvre pour gérer la ressource en eau et concilier tous ses usages. Le SAGE est élaboré par une commission locale de l'eau (C.L.E.) composée d’élus, d’usagers et de représentants de l’Etat. Il doit être approuvé par le Préfet après avis du comité de bassin pour devenir opposable aux décisions publiques. Les SAGE doivent être compatibles avec les orientations du SDAGE en application sur leur territoire.
Dix territoires sont engagés à des stades différents dans une démarche de Sage, soit la totalité du département du Finistère : Aulne, Odet, Elorn, Ouest Cornouaille, Sud Cornouaille, Baie de Douarnenez, Bas Léon, Léon Trégor, Ellé-Isole-Laïta et Scorff,.

#### Établissements publics territoriaux de bassin
La loi du 30 juillet 2003 relative à la prévention des risques technologiques et naturels et à la réparation des dommages a fait des établissements publics territoriaux de bassin (EPTB) des acteurs officiels de la politique de l'eau à l'échelle d'un bassin versant ou d'un sous-bassin. Leur rôle a été renforcé par la loi sur l'eau et les milieux aquatiques du 30 décembre 2006 et par la loi du 12 juillet 2010 portant engagement national pour l’environnement (Grenelle 2). Leur périmètre doit répondre à la cohérence hydrographique d'un bassin ou d’un sous-bassin hydrographique, sans limite de taille minimum. Il est déconnecté des limites administratives des collectivités membres.
Plusieurs EPTB ont été créés dans le bassin Loire-Bretagne. Quatre sont compétents sur le territoire du Finistère : EPTB de l'Aulne (EPAGA), EPTB Ellé-Isole-Laïta, EPTB Odet et EPTB de l'Elorn.

## Entretien et aménagement

### Entretien des cours d'eau

#### Réglementation
D’un point de vue réglementaire, la loi sur l'eau et les milieux aquatiques du 30 décembre 2006 (LEMA) a modifié la définition de l’entretien d’un cours d’eau fixée à l’article L.215-14 du code de l’environnement. Selon cet article, l’entretien régulier a pour objet de « maintenir ce cours d’eau dans son profil d’équilibre, de permettre l’écoulement naturel des eaux et de contribuer à son bon état écologique ou, le cas échéant, à son bon potentiel écologique, notamment par enlèvement des embâcles, débris et atterrissements, flottants ou non, par élagage ou recépage de la végétation des rives ». Les travaux susceptibles d’être engagés pour procéder à l’entretien sont strictement encadrés (articles L. 215-14 et R.215-2 du code de l’environnement) et doivent correspondre notamment à l'enlèvement des embâcles, débris et atterrissements, flottants ou non, l'élagage ou le recépage de la végétation des rives,.
Selon leur nature, les travaux d'entretien sont soumis à autorisation ou déclaration.

### Aménagement des cours d'eau
L'aménagement des cours d'eau comprend, entre autres :
- la réalisation d'infrastructures et de bâtiments (travaux routiers, zone d’aménagement concertée..)
- la protection de berges
- la restauration hydro-morphologique des cours d’eau, c’est-à-dire de ses profils en long et en travers et de son tracé planimétrique : capture, méandres, etc.
- la restauration de la continuité écologique, c’est-à-dire la possibilité de circulation des espèces animales et le bon déroulement du transport des sédiments.

Selon leur nature, les travaux d'aménagement sont soumis à autorisation ou déclaration.

## Qualité des cours d'eau dans le Finistère
La Mission interservices de l'eau et de la nature du Finistère publie annuellement un bilan des l'état des eaux superficielles (cours d'eau et littoral) et souterraines, un document qui est l’un des outils d'évaluation des politiques publiques et des différentes actions engagées pour la préservation et la reconquête de la qualité de l'eau et des milieux naturels. Le cahier n°20 publié en 2017 sur la qualité des eaux en 2016 dans le Finistère fait apparaître des progrès notables par rapport à la situation 2013 ci-dessous, mais nuancé par certaines associations.
| État écologique des cours d'eau en 2013                                                 | État écologique des cours d'eau en 2013            | État écologique des cours d'eau en 2013                  | État écologique des cours d'eau en 2013                        |
| --------------------------------------------------------------------------------------- | -------------------------------------------------- | -------------------------------------------------------- | -------------------------------------------------------------- |
| Finistère - très bon (5 %) - bon (65 %) - moyen (27 %) - médiocre (2 %) - mauvais (1 %) | Finistère - bon et très bon (70 %) - autres (30 %) | Région Bretagne - bon et très bon (27 %) - autres (73 %) | Bassin Loire-Bretagne - bon et très bon (36 %) - autres (64 %) |

## Pêche et peuplements piscicoles

### Droit de pêche et associations de pêche
Le propriétaire riverain a le droit de pêche jusqu’à la limite de sa propriété (milieu de cours d’eau) sous réserve de disposer d’une carte de pêche (L. 435-4 et R435-34 à 39 du code de l’Environnement).
S’il le souhaite, le propriétaire peut signer un bail de pêche avec une association (exemple l'AAPPMA) ou la fédération de pêche pour le Finistère. En donnant le droit de pêche, qui ne le dessaisit pas lui-même de ce droit, il doit laisser un accès aux pêcheurs membres de cette association. En 2018, il y a 25 associations agréées de Pêche et de Protection du Milieu Aquatique (AAPPMA).

### Classement et peuplements piscicoles
La catégorie piscicole est un classement juridique des cours d'eau en fonction des groupes de poissons dominants. Un arrêté réglementaire préfectoral permanent reprend l’ensemble des dispositions applicables en matière de pêche dans le département du Finistère en les différenciant selon les catégories piscicoles.

#### Cours d'eau de première catégorie
Un cours d'eau est déclaré de première catégorie lorsque le peuplement piscicole dominant est constitué de salmonidés (truite, omble chevalier, ombre commun, huchon). Si elles sont naturellement présentes (et non issues de réempoissonnements successifs), ces espèces sont réputées être de bons bioindicateurs. Elles sont en général accompagnées par d'autres petits poissons (vairon, chabot, etc). Ce type de cours d'eau est souvent qualifié de « rivière à truites » . Dans le Finistère, sont classés en première catégorie piscicole tous les cours d'eau qui ne sont pas classés en deuxième catégorie piscicole.  Plus de 6 500 km de cours d’eau du Finistère sont classés en première catégorie.

#### Cours d'eau de deuxième catégorie
Pour un cours d'eau de deuxième catégorie, l'espèce biologique dominante est constituée essentiellement de poissons blancs (cyprinidés) (donc rivière cyprinicole) et de carnassiers (brochet, sandre et perche). Depuis les années 1990 ce type de rivières est également peuplé de silures. Dans le Finistère, sont classés en deuxième catégorie piscicole tous les cours d'eau ou parties de cours d'eau suivants :
- Le canal de Nantes à Brest ;
- Le bassin à flot des ports de Châteaulin et de Port-Launay ;
- L'Hières, en aval du Moulin-du-Roy ;
- Le Quillimadec, partie comprise entre à l'amont la crête du déversoir du Moulin de Rendoushir-en-Kernoues sur la R.N. 170 et à l'aval le Moulin de Confont-en-Guisseny.
- Les épanouissements d'eau suivants : 
  - l'étang de Rosporder, entre le chemin de terre de Kerriou à Névars et la chaussée de la R.N. 165 ;
  - l'étang de Kerleguer, dit des Américains, près de Brest ; limite amont : maison de garde de la chambre de commerce ; limite aval : la chaussée ;
  - l'étang de Corroarch, près de Pont-l'Abbé. Limite amont : pont de la R.N. no 785 ; limite aval : la chaussée ;
  - l'étang du Mur, en Saint-Evarzec près de la route de Quimper à Concarneau. Limite amont : deux piquets sur les rives ; limite aval : la chaussée ;
  - l'étang dit "Anse de Kerhuon", limite amont : pont de la route de Guipavas à la Forest-Landerneau ; limite aval : l'écluse de Saint-Nicolas ;
  - l'étang de "Lenn-Dû" en Ergué-Armel ;
  - l'étang de Huelgoat. Limite amont : deux piquets sur les rives à l'embouchure du ruisseau de Kerbizien et rochers de Toulbillie-Crampcuès sur le ruisseau du Faou ; limite aval : chaussée du chemin G.C. no 14 de Huelgoat à Berrien.
  - l'étang de Kerloch, limite amont : pont de l'ancienne voie ferrée ; aval : la mer (pont du chemin départemental no 8 Crozon à Camaret).
- le lac de Comiren à Saint-Renan, délimité : à l'aval, par le chemin de terre menant à la ferme de Lannéon ; à l'amont, par le chemin de terre menant à la ferme de Mésanostis.
- les lacs ou étangs de la Ty Colo, de la Comiren et de la Laverie.

## Continuité écologique

### Notion de continuité écologique
La continuité d’un cours d’eau est une notion introduite en 2000 par la Directive cadre européenne sur l'eau. En droit français, l'article R214-109 du code de l'environnement définit la notion d'obstacle à la continuité écologique. A contrario, la continuité écologique est obtenue en supprimant ou limitant ces obstacles et doit permettre d'assurer :
- la libre circulation des organismes aquatiques et leur accès aux zones indispensables à leur reproduction , leur croissance, leur alimentation ou leur abri ;
- le transport naturel des sédiments de l’amont à l’aval des cours d’eau.
- les connexions latérales avec les réservoirs biologiques et en assurer leur bonne hydrologie

Le défaut de continuité écologique peut être la conséquence de la présence d'ouvrages en travers des cours d'eau, mais aussi d'ouvrages coupant les connexions latérales. En plus de constituer une entrave à la circulation des poissons, la fragmentation des cours d'eau affecte les capacités d'adaptation des espèces aux changements climatiques, induit des perturbations du fonctionnement des écosystèmes aquatiques et réduit l'efficacité des services rendus par les écosystèmes.

### Classement des cours d'eau antérieur à 2006
Depuis plus d'un siècle, des rivières sont classées pour bénéficier de mesures de protection particulières. Ces classements de cours d'eau, outils réglementaires, ont été établis afin de limiter l'impact des ouvrages construits en travers des cours d'eau sur la circulation piscicole.

#### Rivières classées
La volonté de préserver et restaurer la continuité écologique remonte à 1865. À cette époque, les poissons constituent la source essentielle d'alimentation des populations. Pour permettre à tous l'accès à cette ressource, les autorités décident alors de favoriser la libre circulation des poissons. Elles introduisent ainsi l'obligation d'équiper en échelles à poissons les nouveaux ouvrages sur des cours d'eau dont la liste est fixée par décrets. Complétée par la loi de 1984, cette disposition de classement des rivières, communément appelé « classement passes à poissons », est alors inscrite dans l’article L.432-6 du code de l’environnement. Sur les cours d'eau « classés » par décret au titre de cet article, tout nouvel ouvrage doit être équipé de dispositifs de franchissement (montaison et dévalaison) efficaces et entretenus pour les poissons migrateurs et sur lesquels les ouvrages existants doivent respecter la même obligation dans un délai de 5 ans à partir du moment où un arrêté ministériel a précisé les espèces ciblées. Dans le département du Finistère, plusieurs cours d'eau étaient classées, avant 2006, au titre de l'article L432-6 du code de l’environnement.

#### Rivières réservées
La loi du 16 octobre 1919 relative à l'utilisation de l'énergie hydraulique définit, dans son article 2, la notion de rivières réservées, interdisant toute autorisation ou concession pour des entreprises nouvelles. Ces rivières réservées sont fixées par décret, mais la loi concerne uniquement l’énergie hydraulique. Dans le département du Finistère, quelques rivières étaient, avant 2006, dites « réservées ».

### Classement des cours d'eau postérieur à 2006

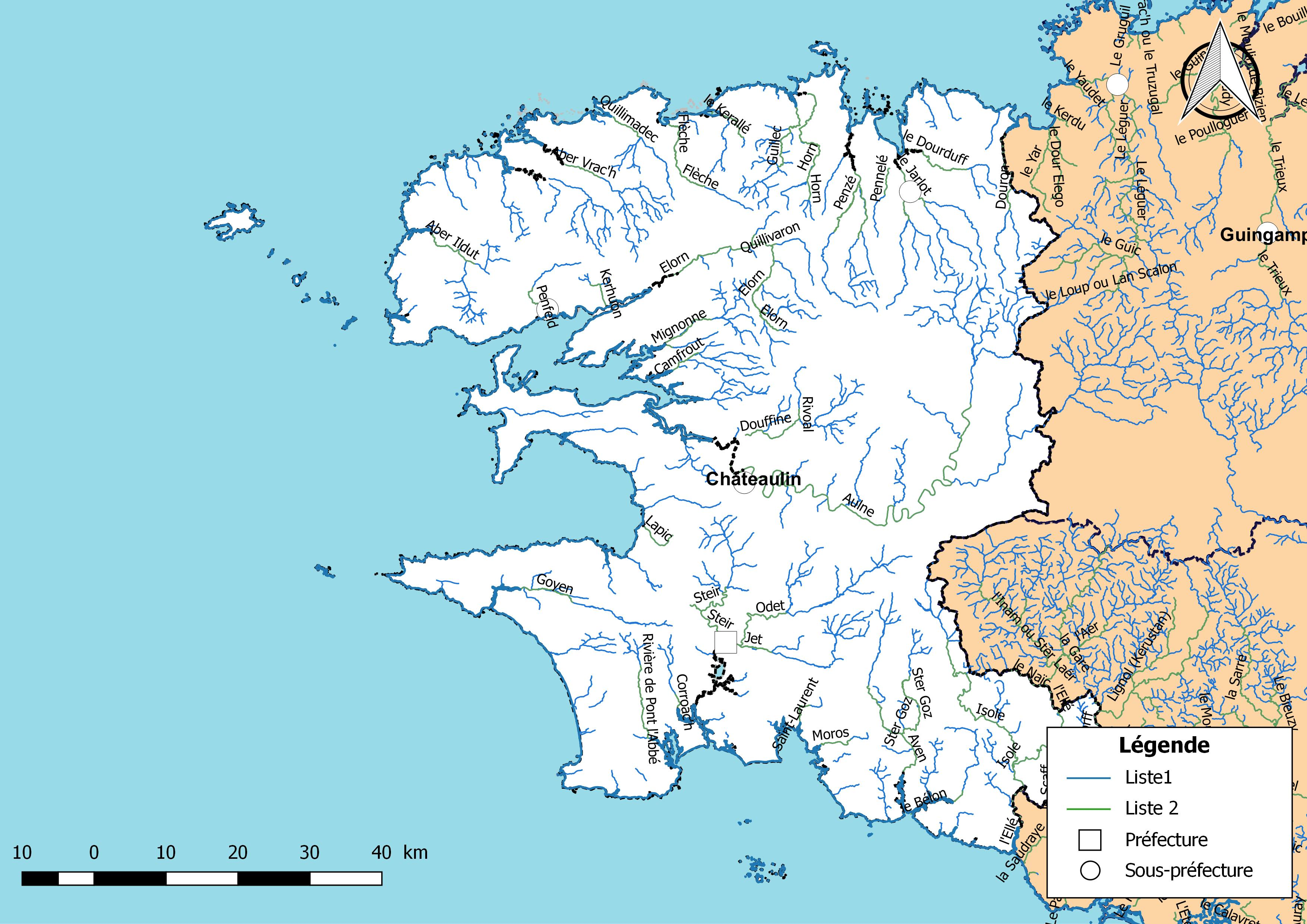
Carte des cours d'eau du Finistère classés au titre de l'article L. 214-17 du Code de l’Environnement.

Les critères de classement des cours d’eau ont été adaptés aux exigences de la directive cadre sur l’eau avec la loi sur l’Eau et les Milieux Aquatiques (LEMA) du 30 décembre 2006 et le décret no 2007-1760 du 14 décembre 2007. Pour atteindre l’objectif de bon état des eaux, les dispositifs antérieurs sont  réformés pour intégrer l’ensemble des composantes de la continuité écologique. Deux listes de classement sont définies pour chacun des bassins hydrographiques (Article L. 214-17 du Code de l’Environnement). Les éléments de cadrage nécessaires pour l’établissement de ces nouveaux classements, qui seront arrêtés par les préfets coordonnateurs de bassin sur la base des propositions des préfets de département sont définis dans la circulaire du 6 février 2008. Le délai ultime pour procéder à la première refonte des classements était le 1er janvier 2014. Pour les cours d'eau du bassin Loire-Bretagne, les nouveaux arrêtés de classement ont été publiés le 10 juillet 2012,.
En synthèse, ces listes s'inscrivent dans deux logiques différentes  selon l'état initial de la rivière : préserver et/ou restaurer :
| Liste   | Objectifs | Conséquences |
| ------- | --- | --- |
| Liste 1 | Préserver les cours d’eau ou parties de cours d’eau : - en très bon état écologique, - « réservoirs biologiques », dotés d’une riche biodiversité jouant le rôle de pépinière, - nécessitant une protection complète des poissons migrateurs. | Interdiction de construire tout nouvel obstacle à la continuité écologique quel qu’en soit l’usage. Des prescriptions de maintien de la continuité écologique pour tout renouvellement de concession ou d'autorisations. |
| Liste 2 | Restaurer la continuité écologique sur les cours d’eau en assurant le transport suffisant des sédiments et la circulation des poissons. | Obligation de mise en conformité des ouvrages dans les 5 ans après publication de la liste. |

Dans le Finistère, 195 cours d'eau sont classés en liste 1 et 47 en liste 2. Par ailleurs 294 ouvrages ont été recensés parmi lesquels 63 % sont non conformes à l'article L214-17 du code de l'environnement. Concernant les 63 % d'ouvrages non conformes, des études, au nombre de 34, sont en cours en 2016 et devraient conduire à une mise en conformité à court terme. Les ouvrages conformes comptent parmi eux 39 ouvrages qui ont été mis en conformité à la suite de travaux d'effacement ou d'aménagement.

## Réservoirs biologiques
L'article R214-108 du code de l'environnement précise le contenu de la notion de réservoir biologique. Elle concerne les cours d’eau qui comprennent une ou plusieurs zones de reproduction ou d’habitat des espèces de phytoplanctons, de macrophytes et de phytobenthos, de faune benthique invertébrée ou d’ichtyofaune, et permettent leur répartition dans un ou plusieurs cours d’eau du bassin versant . Les réservoirs biologiques, nécessaires au maintien ou à l’atteinte du bon état écologique des cours d’eau, correspondent donc  : 
- à un tronçon de cours d’eau ou annexe hydraulique qui va jouer le rôle de pépinière, de « fournisseur » d’espèces susceptibles de coloniser une zone naturellement ou artificiellement appauvrie (réensemencement du milieu) ;
- à des aires où les espèces peuvent accéder à l’ensemble des habitats naturels nécessaires à l’accomplissement des principales phases de leur cycle biologique (reproduction, abri-repos, croissance, alimentation).

Dans le cadre des travaux préparatoires à l'élaboration de ce classement au sein du SDAGE Loire-Bretagne, xx réserves biologiques ont été identifiées en Finistère au sein du bassin Loire-Bretagne.

## Plaisance, tourisme et activités sportives

### Qualité des eaux de baignade
Un suivi annuel de la teneur des eaux en cyanobactéries de l'ensemble des plans d'eau bretons, ainsi qu'une analyse de la qualité des eaux de baignade en mer est proposé sur le site de l'Observatoire de l'environnement en Bretagne.

#### Rapports
- Cahier de la MISEN no 16 - édition 2013 - Bilan de la qualité des eaux douces et littorales dans le département du Finistère pour l’année 2012 - parution juin 2013.
- Cahier de la MISEN n°19 - édition 2016 - Bilan de la qualité des eaux douces et littorales dans le département du Finistère pour l’année 2016 - parution septembre 2016.
- Cahier de la MISEN n°20 - édition 2017 - Bilan de la qualité des eaux douces et littorales dans le département du Finistère pour l’année 2017 - parution octobre 2017.
- Les enjeux de l'eau en Bretagne à l'horizon 2040 : contribution à l'élaboration du Plan breton pour l'eau - CESER - octobre 2016

#### Cartographie
- Programme d'action opérationnel territorialisé (PAOT) Bretagne
- Hydrométrie en Bretagne